# ديفيد هاميلتون (سياسي أمريكي)
ديفيد هاميلتون (بالإنجليزية: David Hamilton)‏ هو موظف مدني وسياسي أمريكي، ولد في 1950 في كندا.